# Число Эйзенштейна
Число Эйзенштейна (число Эйлера) — комплексное число вида:
{\displaystyle z=a+b\omega }
где a и b — целые и
{\displaystyle \omega ={\frac {1}{2}}(-1+i{\sqrt {3}})=e^{2\pi i/3}}
— кубический невещественный корень из единицы. Целые Эйзенштейна формируют треугольную решетку на комплексной плоскости. (Аналогично тому, как гауссовы целые числа образуют квадратную решетку.)
Систематически исследованы немецким математиком Фердинандом Эйзенштейном.

## Свойства
Множество целых чисел Эйзенштейна является коммутативным кольцом с единицей. Это кольцо содержится в поле алгебраических чисел {\displaystyle \mathbf {Q} (\omega )} — в круговом поле третьей степени.
Число {\displaystyle \omega } удовлетворяет уравнению {\displaystyle \omega ^{2}+\omega +1=0.} и является целым алгебраическим числом. Поэтому и все целые Эйзенштейна являются целыми алгебраическими числами.
Можно также явно выписать многочлен, корнем которого является {\displaystyle z=a+b\omega },
{\displaystyle z^{2}-(2a-b)z+(a^{2}-ab+b^{2}).}
Произведение двух чисел Эйзенштейна {\displaystyle a+b\omega } и {\displaystyle c+d\omega } дает
{\displaystyle (a+b\omega )\cdot (c+d\omega )=(ac-bd)+(bc+ad-bd)\omega .}
Норма целого числа Эйзенштейна есть квадрат абсолютной величины
{\displaystyle |a+b\omega |^{2}=a^{2}-ab+b^{2}.}
Таким образом, норма целого числа Эйзенштейна всегда является натуральным целым. Поскольку
{\displaystyle 4a^{2}-4ab+4b^{2}=(2a-b)^{2}+3b^{2},}
норма целого числа Эйзенштейна, не равного нулю, всегда положительна.
Группа единиц кольца чисел Эйзенштейна является циклической группой, сформированной шестью корнями из единицы на комплексной плоскости. А именно
{\displaystyle \left\{\pm 1,\pm \omega ,\pm \omega ^{2}\right\}}
А это и есть целые числа Эйзенштейна единичной нормы.

## Простые числа Эйзенштейна
Если {\displaystyle x} и {\displaystyle y} — целые числа Эйзенштейна, мы говорим, что x делит y, если существует некоторое целое число Эйзенштейна {\displaystyle z} такое, что {\displaystyle y=zx}.
Это расширяет понятие делимости натуральных целых чисел. Мы также можем расширить понятие простого числа: говорят, что отличное от единицы целое число Эйзенштейна x является простым числом Эйзенштейна, если все его делители имеют вид {\displaystyle ux}, где {\displaystyle u} — любая из шести единиц.
Можно показать, что натуральные простые числа, сравнимые с 1 по модулю 3, а также число 3, представимы в виде {\displaystyle x^{2}-xy+y^{2}} ({\displaystyle x,y} — целые) и поэтому могут быть разложены {\displaystyle (x+\omega y)(x+\omega ^{2}y)}, а следовательно, не являются простыми числами Эйзенштейна. Натуральные простые числа, сравнимые с 2 по основанию 3, не могут быть представлены тем же образом, так что они являются также и простыми числами Эйзенштейна.
Каждое целое число Эйзенштейна {\displaystyle a+b\omega }, норма которого {\displaystyle a^{2}-ab+b^{2}} — натуральное простое, является простым числом Эйзенштейна.

## Евклидово кольцо
Кольцо чисел Эйзенштейна образуют евклидово кольцо, в котором норма N задается формой
{\displaystyle N(a+b\,\omega )=a^{2}-ab+b^{2}.}
Это может быть выведено следующим образом:
{\displaystyle {\begin{aligned}N(a+b\,\omega )&=|a+b\,\omega |^{2}\\&=(a+b\,\omega )(a+b\,{\bar {\omega }})\\&=a^{2}+ab(\omega +{\bar {\omega }})+b^{2}\\&=a^{2}-ab+b^{2}\end{aligned}}}

## Факторгруппа C по целым Эйзенштейна
Факторгруппа комплексной плоскости C по решётке, содержащей все целые числа Эйзенштейна, является комплексным тором действительной размерности 2, который выделяется наибольшей группой симметрий среди всех комплексных торов действительной размерности 2.